# Quadrato cabalistico
Un quadrato cabalistico è un quadrato magico di ordine 6, cioè una matrice quadrata 6x6 che contiene i numeri da 1 a 36, disposti in maniera che la somma dei numeri su ogni riga, su ogni colonna e sulle due diagonali sia sempre la stessa, {\displaystyle {\frac {1}{6}}\sum _{i=1}^{36}i=111}.
In numerologia questo quadrato magico viene reso "interessante" considerando invece la somma di tutti i numeri utilizzati, in modo da ottenere il numero 666.

## Esempio
{\displaystyle {\begin{bmatrix}6&32&3&34&35&1\\7&11&27&28&8&30\\19&14&16&15&23&24\\18&20&22&21&17&13\\25&29&10&9&26&12\\36&5&33&4&2&31\\\end{bmatrix}}}